# Casa Tarragó (Molins de Rei)
La Casa Tarragó és un edifici del municipi de Molins de Rei (Baix Llobregat). Està catalogat com a patrimoni arquitectònic català.

## Descripció

Antiga Rambla de la Riera

Habitatge cantoner unifamiliar, la planta baixa del qual es reconvertí en establiment comercial. Per les seves característiques decoratives se situa dins l'estil modernista, amb un acurat treball de façanes, balcons, finestres, torreta cònica, decoracions florals, esgrafiats i recobriment de trencadís ceràmic. És un dels edificis representatius del moviment modernista a Molins de Rei.
Una de les façanes està situada en el carrer Jacint Verdaguer, anomenat així des de l'any 1912; anteriorment era conegut com la rambla de la Riera, ja que seguia l'antic curs de la riera de Sant Bartomeu, la qual, amb la construcció del traçat de la via fèrria, es va derivar cap a la riera de Vallvidrera, fet que propicià l'obertura de la rambla de la Riera. Desviar-la i traslladar el cementiri, que estava situat a l'actual plaça dels Països Catalans, l'any 1897, van facilitar la urbanització d'aquest zona. El carrer Jacint Verdaguer creuava la línia del ferrocarril davant d'aquesta casa amb un pas a nivell, que va ser eliminat quan la via va ser soterrada l'any 1984.